# أودي إي-ترون جي تي
أودي إي-ترون جي تي هي سيارة كهربائية من إنتاج شركة أودي، بدأ إنتاج السيارة في 2020م.